# And When the Night Comes
And When the Night Comes is een lied van Jon & Vangelis. Het is de tweede track van hun album Private Collection en tegelijkertijd het op een na kortste lied. Het lied gaat over de vrouw in de man. En deze vrouw in de man wil geliefd en bemind worden.
And When the Night Comes werd in sommige landen, waaronder Nederland, uitgegeven als single. Met B-kant Song Is verscheen het niet in de Nederlandse singlelijst. Het lied is daarvoor qua zang wellicht te hoogdravend. 'Song Is' was niet afkomstig van een tot dan toe verschenen album van de heren.

## Musici
- Jon Anderson – zang
- Vangelis – toetsinstrumenten
- Dick Morrisey – saxofoon